# الحامي

تعديل مصدري - تعديل

الحامي هي مدينة ساحلية في شرق اليمن. وهي تقع في مديرية الشحر التي تتبع محافظة حضرموت، بلغ تعداد سكانها 9844 نسمة حسب الإحصاء الذي أجري عام 2004.

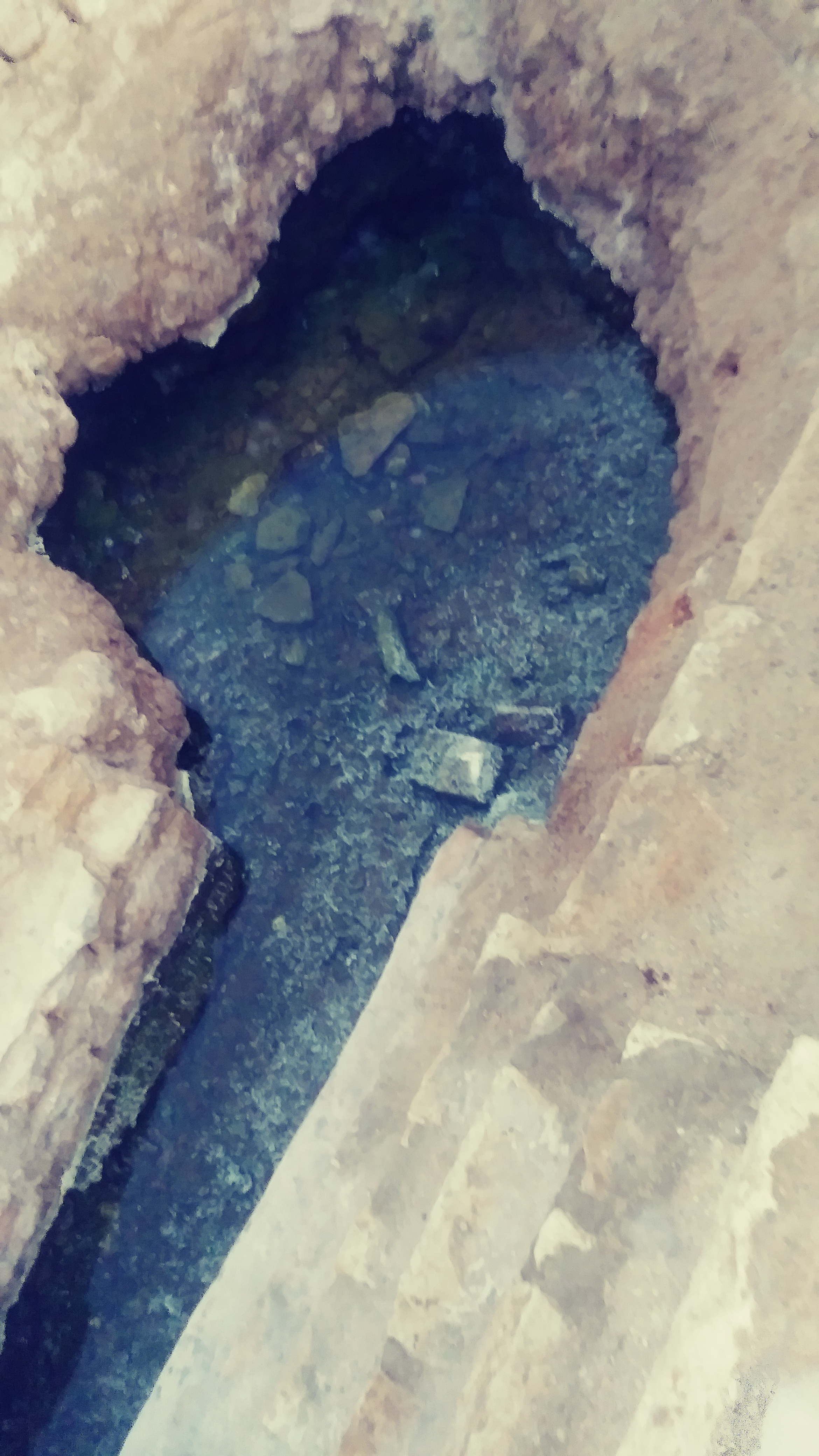
عين الروضة، عين كبريتية حارة في الحامي

## الجغرافيا
- يحيط مدينة الحامي من الجنوب بحر العرب والمحيط الهندي، ومن الشمال سلسلة من الجبال، وهي تقع شرق مدينة الشحر وتبعد عنها 23 كلم وتبعد عن مدينة المكلا 81 كلم.
- يظهر امتداد المنطقة بشكل امتداد شريطي على الساحل محاصرًا بين جبال  من جهة الشمال والبحر من جهة الجنوب مع وجود بعض الامتدادات الهضبية إلى داخل المدينة، وتتوالى المدينة في صورة أشرطة متوالية ( ساحل ، مباني ، مزارع ، جبال ) وذلك تواليًا من الجنوب إلي الشمال.[2]
- تتميز مدينة الحامي بوجود العديد من العيون الكبريتية الحارة.
- وكان يطلق عليها أكثر من اسم و منها : الحامية، الفاو، البندر، الحامي، بلد الكسادي، المحتمية.

## السكان
- عدد السكان يبلغ 9844 نسمة حسب التعداد في 2004م، ويبلغ عدد المساكن 1502 مسكن.[1]

## المناخ
- من حيث المناخ تتميز بأجواء حارة صيفًا تبعًا للمناخ العام للسواحل اليمنية الجنوبية، والموقع الاستوائي للجمهورية، مع ارتفاع عام في نسبة الرطوبة على امتداد العام تقريبًا، واعتدال نسبي في درجات الحرارة خلال فصل الشتاء.[2]
- الرياح شرقية وجنوبية شرقية في الغالب، وتتحول في الصيف في شهر يونيو تحديدًا إلى رياح جنوبية غربية.

## الحياة والاقتصاد
يعمل أغلب أهالي الحامي في الصيد البحري، والقليل منهم يعمل في الوظائف الحكومية والزراعة، وبعضهم مغتربون في دول الخليج العربي وبخاصة الكويت.

## التراث البحري
كانت المهنة الرئيسية لأهل الحامي هي الملاحة البحرية، وقد نبغ منهم عدة ملاحين وصفوا بأنهم «عماد الملاحة البحرية الجنوبية عبر التاريخ» من أشهرهم: الشيخ سعيد سالم باطايع (توفي 1261هـ)، والملاح عوض أحمد بن عروة (توفي 1333هـ)، والملاح عمر عبيد باصالح (1361هـ)، والملاح محمد عوض عيديد (1358هـ)، والملاح محمد عبد الله باعباد ( توفي عام 1981م)، والملاح عبد الله سعيد حبيشان.

## صور من الحامي

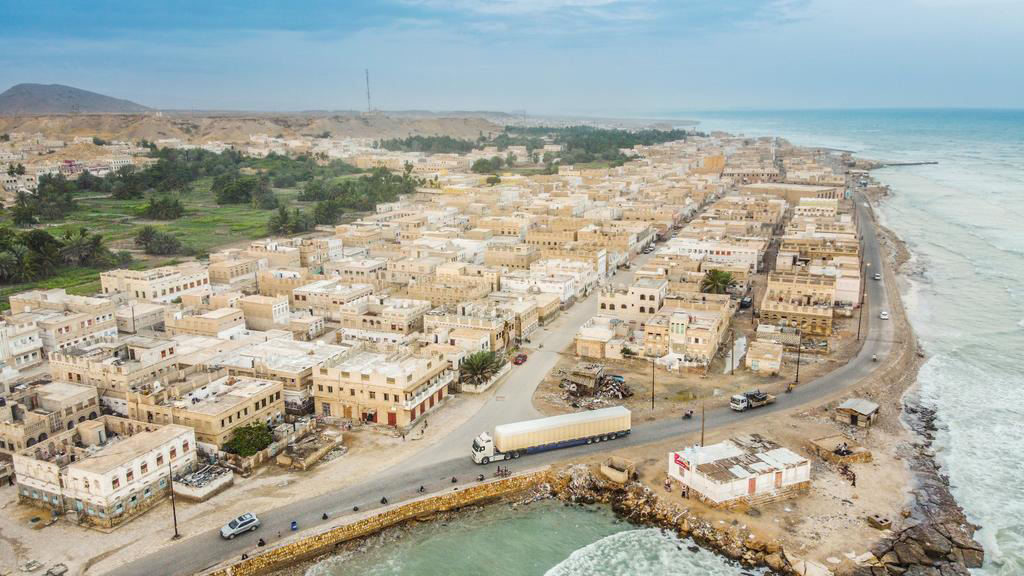
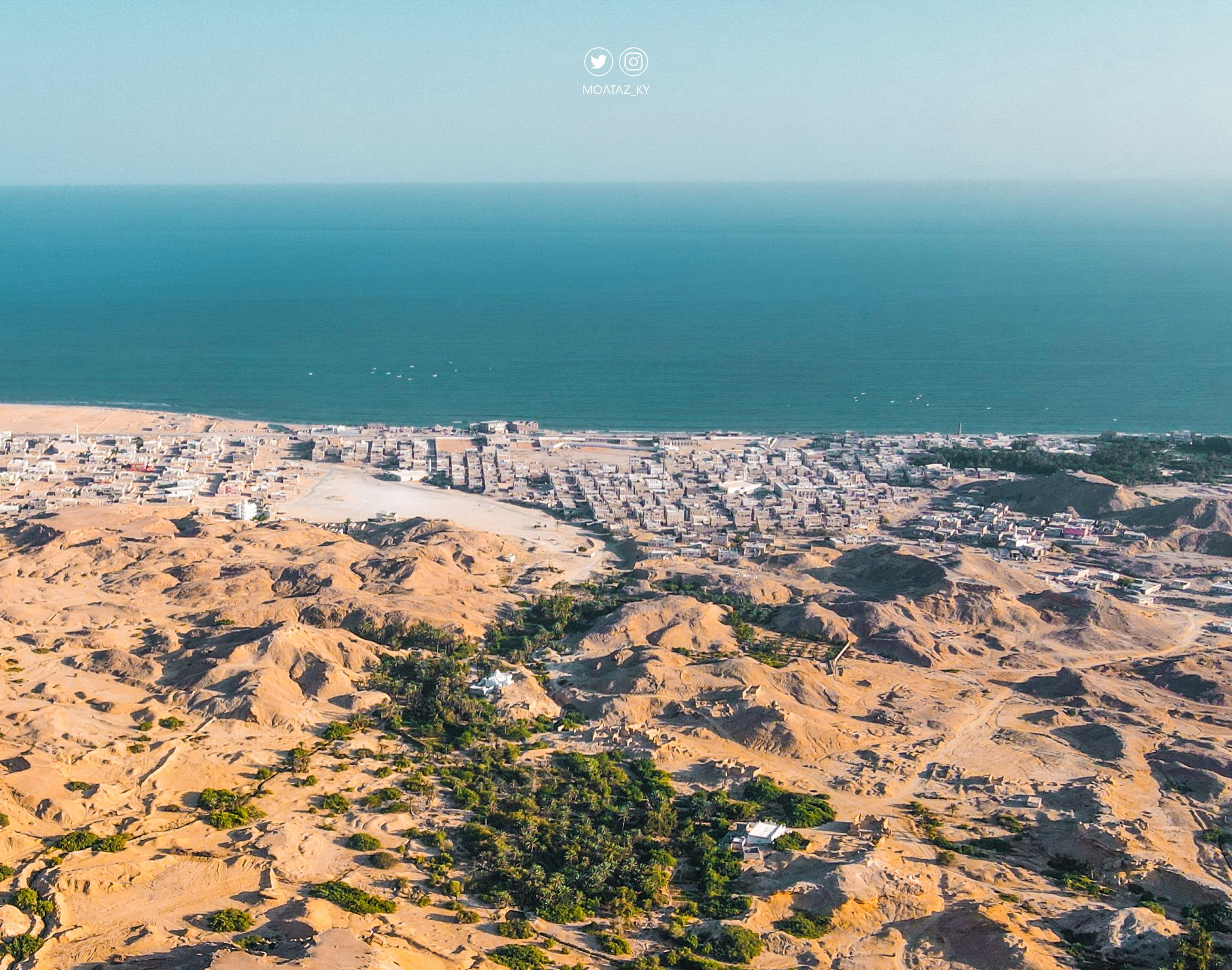
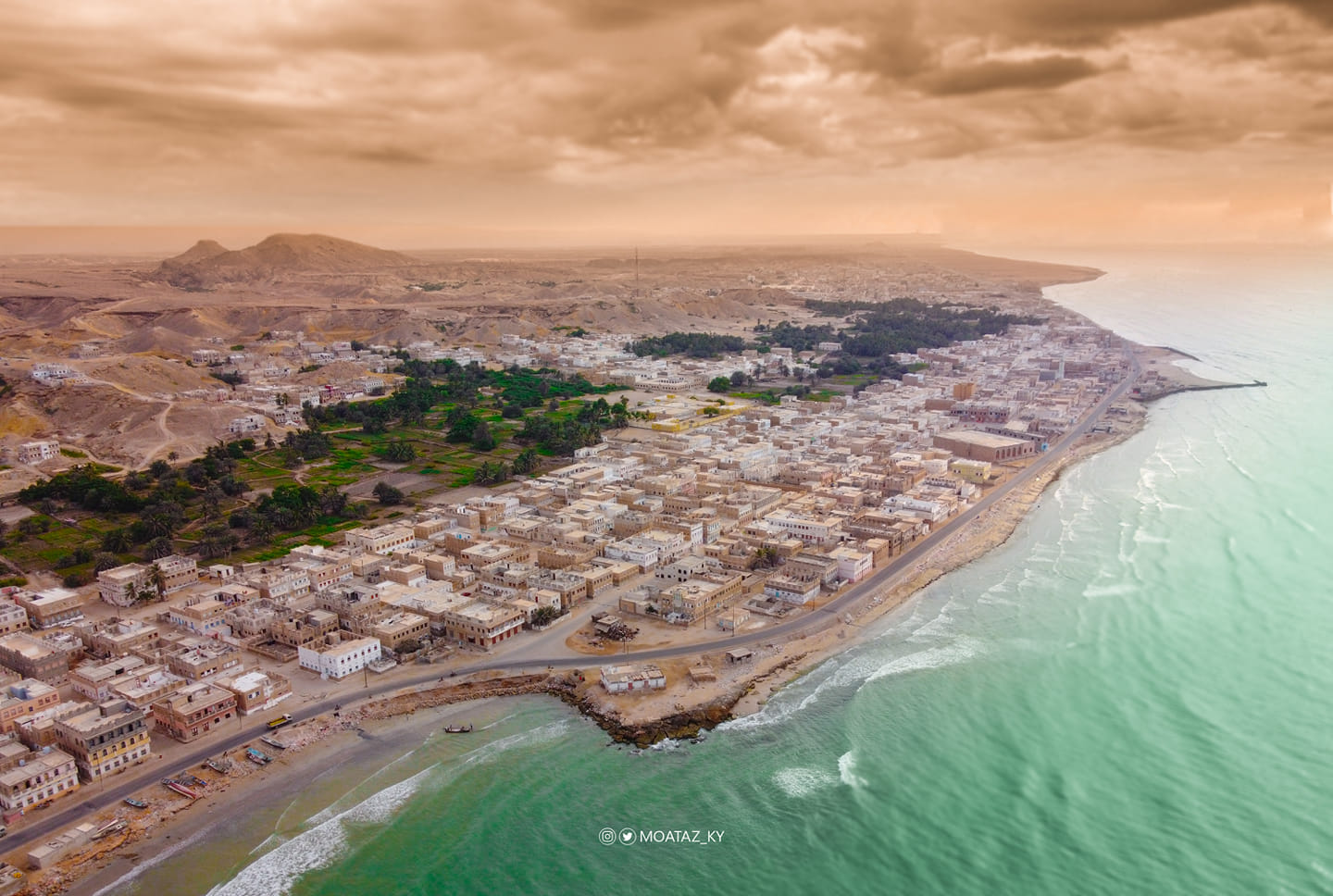
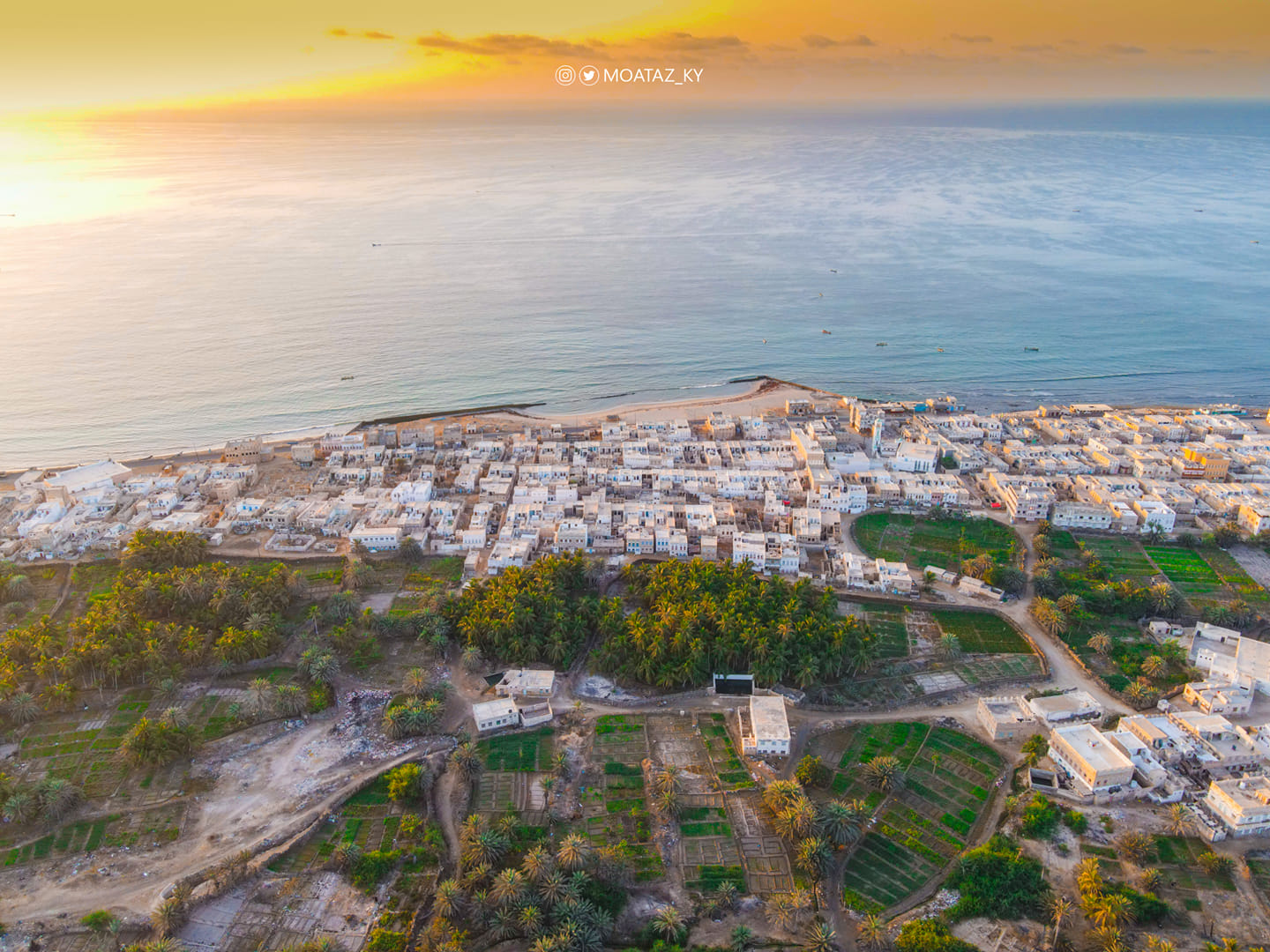

## روابط خارجية
- World Gazetteer:Yemen
- الجهاز المركزي للإحصاء بالجمهورية اليمنية
- المركز الوطني للمعلومات باليمن